# Анистратов, Василий Романович
Василий Романович Анистратов (1923—1999) — советский военнослужащий, участник Великой Отечественной войны, полный кавалер ордена Славы, наводчик 45-мм орудия 175-го гвардейского стрелкового полка (58-я гвардейская стрелковая дивизия, 37-я армия, 3-й Украинский фронт), гвардии сержант.

## Биография
Родился в крестьянской семье, русский. Окончил 3 класса начальной школы, работал скотником в колхозе.
С января 1943 года на фронтах Великой Отечественной войны. 
6 марта 1944 года у станции Мигаево (Одесская область) прямой наводкой подавил 3 пулеметных точки противника, истребил до взвода солдат противника. 24 марта 1944 года награждён орденом Славы 3 степени. 
10 августа 1944 года вблизи населённого пункта Ратас (Польша), прямой наводкой уничтожил огневые точки и свыше 20 солдат и офицеров противника. 1 сентября 1944 года был награждён орденом Славы 3 степени. Перенаграждён 16 марта 1984 года орденом Славы 1 степени. 
16 апреля 1945 года в районе г. Альте-Кебельн (Германия) прямой наводкой уничтожил 2 пулеметных точки и 11 солдат противника. 19 июня 1945 года был награждён орденом Славы 2 степени. Демобилизован в марте 1947 года.
Проживал на хуторе Меловатский, затем на хуторе Суходольный Верхнедонского района Ростовской области. Работал скотником, затем трактористом в совхозе.